# Yanagisawa (Unternehmen)

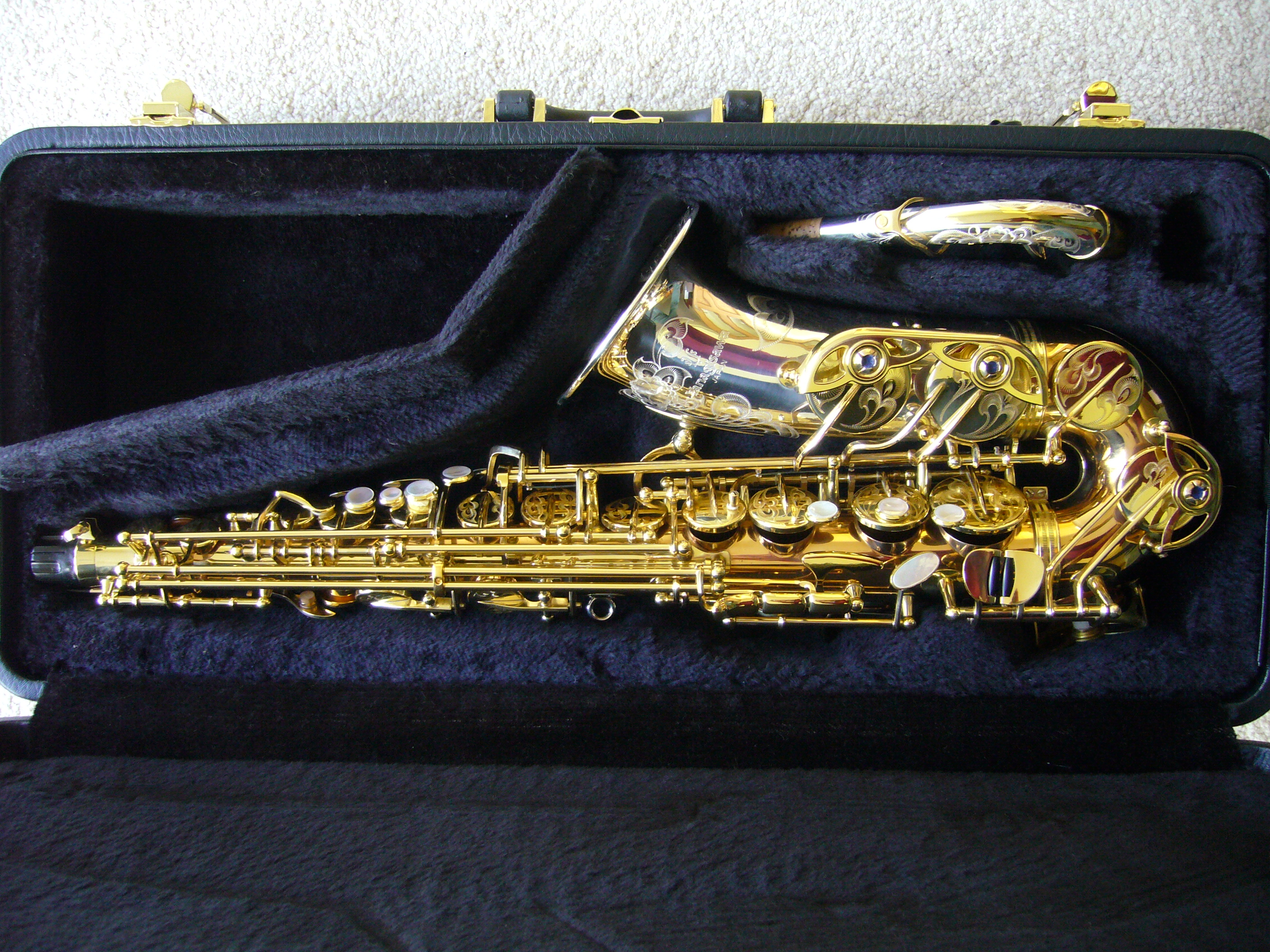
Yanagisawa A9932J Alt-Saxophon

Yanagisawa Kangakki K.K. (jap. 柳澤管楽器株式会社, Yanagisawa kangakki kabushiki kaisha, „Yanagisawa Blasinstrumente Aktiengesellschaft“; engl. Yanagisawa Wind Instrument Inc.) ist ein japanischer Hersteller von Saxophonen mit Sitz im Stadtteil Azusawa von Itabashi, Präfektur Tokio. Das Unternehmen wurde 1893 als Manufaktur und Reparaturwerkstatt von Blasinstrumenten gegründet. Seit dem ersten selbstentwickelten Saxophon 1954 – einem Tenorsaxophon Modell T-3 in versilberter Ausführung mit reichlichen Becher-Verzierungen – konzentriert sich Yanagisawa ganz auf diese Holzblasinstrumente.

## Modellreihen ab 1954
Bisher wurden folgende Modelle entwickelt:
- 1954: erstes Tenorsaxophon Modell T-3 in versilberter Ausführung
- 1956: A-3 Alt-Saxophon
- 1965: A-5 Alt-Saxophon
- 1966: T-5 Tenor-Saxophon, T-4 Tenor-Saxophon, A-4 Alt-Saxophon
- 1967: B-6 Bariton-Saxophon, erstes in Japan
- 1968: S-6 Sopransaxophon
- 1970: A-6 Alt-Saxophon
- 1972: Entwicklung eines S-Bogens und Alt-Saxophon-Bechers aus Massiv-Silber
- 1972: Sopranino-Saxophon mit hoher E-Klappe (Weltneuheit – ging an Sonny Rollins)
- 1973: Produktion von Mundstücken aus Ebonit und Metall
- 1978: Elimona-Serie 800
- 1979: Sopran-Saxophon in Alto-Form
- 1980: Elimona-Serie 880, 500-Serie Alt und Tenor
- 1984: Sopran-Saxophon mit je einem geraden und gebogenen S-Bogen
- 1990: neue 900er-Serie

## Modellreihen ab 1990
- Sopranino

SN-800       Sopranino (tief B bis hoch E, Gravur)
SN-9930      Sopranino (Korpus aus Sterling Silber)
- Sopran

S-900        Sopran    (einteiliger Korpus, tief B bis hoch Fis)
S-880        Sopran    (zwei S-Bögen, tief B bis hoch Fis)
S-990        Sopran    (zwei S-Bögen, tief B bis hoch G)
S-9930       Sopran    (zwei S-Bögen, tief B bis hoch G, Korpus/Bögen aus Sterling Silber)
SC-900       Sopran    (gebogen, tief B bis hoch Fis)
- Alto

A-900        Alto       (tief B bis hoch Fis)
A-990        Alto       (Cis-H Wippe für den linken kleinen Finger, imprägnierte Polster,
Doppelarm-Strebe für tiefe C- und H-Klappe)
A-9930       Alto       (S-Bogen/Hauptröhre Sterling Silber, Knie/Becher Messing)
- Tenor

T-900        Tenor      (tief B bis hoch Fis)
T-990        Tenor      (Cis-H Wippe für den linken kleinen Finger, imprägnierte Polster, Doppelarm-Strebe für tiefe C und H-Klappe)
T-9930       Tenor      (S-Bogen/Hauptröhre Sterling Silber, Knie/Becher Messing)
- Bariton

B-900        Bariton     (tief A bis hoch Fis)
B-990        Bariton     (Cis-H Wippe für den linken kleinen Finger, imprägnierte Polster,
Doppelarm-Strebe für tiefe C-, H-, B- und A-Klappe)
B-9930       Bariton     (S-Bogen/Hauptröhre Sterling Silber, Knie/Becher Messing)
Modelle 9933    S-Bogen/Schallbecher Sterling Silber.
Modelle 9935    S-Bogen/Hauptröhre/Schallbecher Sterling Silber.

## Modellreihen ab 1998
Serie 901/Standard & Serie 991/Artist ersetzt die 800er- und 900er-Modellreihe.
- Sopranino

SN-901      Sopranino (tief B bis hoch E, Gravur)
SN-9930     Sopranino (Korpus aus Sterling Silber)
- Sopran

S-901       Sopran     (einteiliger Korpus, tief B bis hoch Fis)
S-981       Sopran     (zwei S-Bögen, tief B bis hoch Fis)
S-991       Sopran     (zwei S-Bögen, tief B bis hoch G)
S-992       Sopran 991 in Bronze
S-9930      Sopran     (zwei S-Bögen, tief B bis hoch G, Korpus/Bögen Sterling Silber)
SC-901      Sopran     (gebogen, tief B bis hoch Fis)
- Alto

A-901       Alto       (tief B bis hoch Fis)
A-991       Alto       (Cis-H Wippe für den linken kleinen Finger, imprägnierte Polster, Doppelarm-Strebe für tiefe C- und H-Klappe)
A-992       Alto 991 in Bronze
A-9930      Alto       (S-Bogen/Hauptröhre Sterling Silber, Knie/Becher Messing)
- Tenor

T-901       Tenor      (tief B bis hoch Fis)
T-991       Tenor      (Cis-H Wippe für den linken kleinen Finger, imprägnierte Polster, Doppelarm-Strebe für tiefe C- und H-Klappe)
T-992       Tenor 991 in Bronze
T-9930      Tenor      (S-Bogen/Hauptröhre Sterling Silber, Knie/Becher Messing)
- Bariton

B-901       Bariton    (tief A bis hoch Fis)
B-991       Bariton    (Cis-H Wippe für den linken kleinen Finger, imprägnierte Polster, Doppelarm-Strebe für tiefe C-, H-, B- und A-Klappe)
B-992       Bariton 991 in Bronze
B-9930      Bariton    (S-Bogen/Hauptröhre Sterling Silber, Knie/Becher Messing)
Modelle 992     wie 991 mit S-Bogen/Hauptröhre/Schallbecher Bronze.
Modelle 9933    S-Bogen/Schallbecher Sterling Silber.
Modelle 9935    S-Bogen/Hauptröhre/Schallbecher Sterling Silber.
Eine genaue Beschreibung der Modelländerung von der 900er- zur 901er-Serie ist bisher nicht bekannt. Erkennbare Neuerungen: 1. Daumenhaken aus Metall mit Distanz-Füßchen. Das verringert die Auflagefläche und damit die Dämpfung. 2. Auflage für den linken Daumen ebenfalls aus Metall. Gegenüber den 901ern sind die 991er die High-End-Instrumente.

## Modellreihen ab 2014
Ab 2014 ändert Yanagisawa seine Typenbezeichnung für Alt und Tenor Saxofone. Die bisher evolutionär zu sehenden Änderungen der Seriennamen von 900 zu 901 wurden zu WO geändert. Die Bezeichnung WO steht hierbei für „World Outstanding“ und symbolisiert den Anspruch der Marke. Verdeutlicht wird dies auch dadurch, dass nur zwei Linien existieren, die Professional und die Elite Linie. Unterscheiden kann man diese durch die Anzahl der Ziffern nach der Kennung „WO“. Die Professional Linie hat nur eine Ziffer, die Elite Linie hat zwei Ziffern hinter dem „WO“.
- Alto

A-WO 1 Alt Saxofon der Professional Linie aus Messing.
A-WO 2 Alt Saxofon der Professional Linie aus Bronze.
A-WO 10 Alt Saxofon der Elite Linie aus Messing mit Doppelarm-Strebe für die tiefen C und H Klappen.
A-WO 20 Alt Saxofon der Elite Linie aus Bronze mit Doppelarm-Strebe für die tiefen C und H Klappen, sowie Polstern mit Metallresonatoren.
A-WO 37 Alt Saxofon „Silver Sonic“ der Elite Linie mit S-Bogen, Rohr und Korpus aus Silber mit Doppelarm-Strebe für die tiefen C und H Klappen, sowie Polstern mit Metallresonatoren.
Optionale Oberflächenbehandlungen werden für alle Alt Saxofone angeboten.
- Tenor

T-WO 1 Tenor Saxofon der Professional Linie aus Messing.
T-WO 2 Tenor Saxofon der Professional Linie aus Bronze.
T-WO 10 Tenor Saxofon der Elite Linie aus Messing mit Doppelarm-Strebe für die tiefen C und H Klappen.
T-WO 20 Tenor Saxofon der Elite Linie aus Bronze mit Doppelarm-Strebe für die tiefen C und H Klappen, sowie Polstern mit Metallresonatoren.
T-WO 37 Tenor Saxofon „Silver Sonic“ der Elite Linie mit S-Bogen, Rohr und Korpus aus Silber mit Doppelarm-Strebe für die tiefen C und H Klappen, sowie Polstern mit Metallresonatoren.
Optionale Oberflächenbehandlungen werden für manche Tenor Saxofone angeboten.
2017 haben auch die Sopran Saxofone in gerader Bauweise die Modellpflege zur WO Serie erfahren. Die Modellbezeichnung ist hierbei auch wie schon bei Alt und Tenor identisch in der Nomenklatur.
- Sopran

S-WO 1 Sopran Saxofon der Professional Linie aus Messing. Einteiliges Modell mit festem S-Bogen.
S-WO 2 Sopran Saxofon der Professional Linie aus Bronze. Einteiliges Modell mit festem S-Bogen.
S-WO 10 Sopran Saxofon der Elite Linie aus Messing. Zweiteiliges Instrument mit abnehmbarem S-Bogen.
S-WO 20 Sopran Saxofon der Elite Linie aus Bronze mit Metallresonatoren in den Polstern und einer Hoch G Klappe. Zweiteiliges Instrument mit abnehmbarem S-Bogen.
S-WO 3 Sopran Saxofon „Silver Sonic“ der Elite Linie mit Rohr aus Silber sowie Polstern mit Metallresonatoren. Einteiliges Modell mit festem S-Bogen.
S-WO 37 Sopran Saxofon „Silver Sonic“ der Elite Linie mit S-Bogen aus Silber sowie Polstern mit Metallresonatoren. Zweiteiliges Instrument mit abnehmbarem S-Bogen, und Hoch G Klappe.
2018 haben das gebogene Sopransaxofon sowie das Baritonsaxofon die Modellpflege erhalten.
Das Sopranino-Saxofon hat bisher (Juli 2022) noch keine Modellpflege erhalten.